# Carità (Salviati)

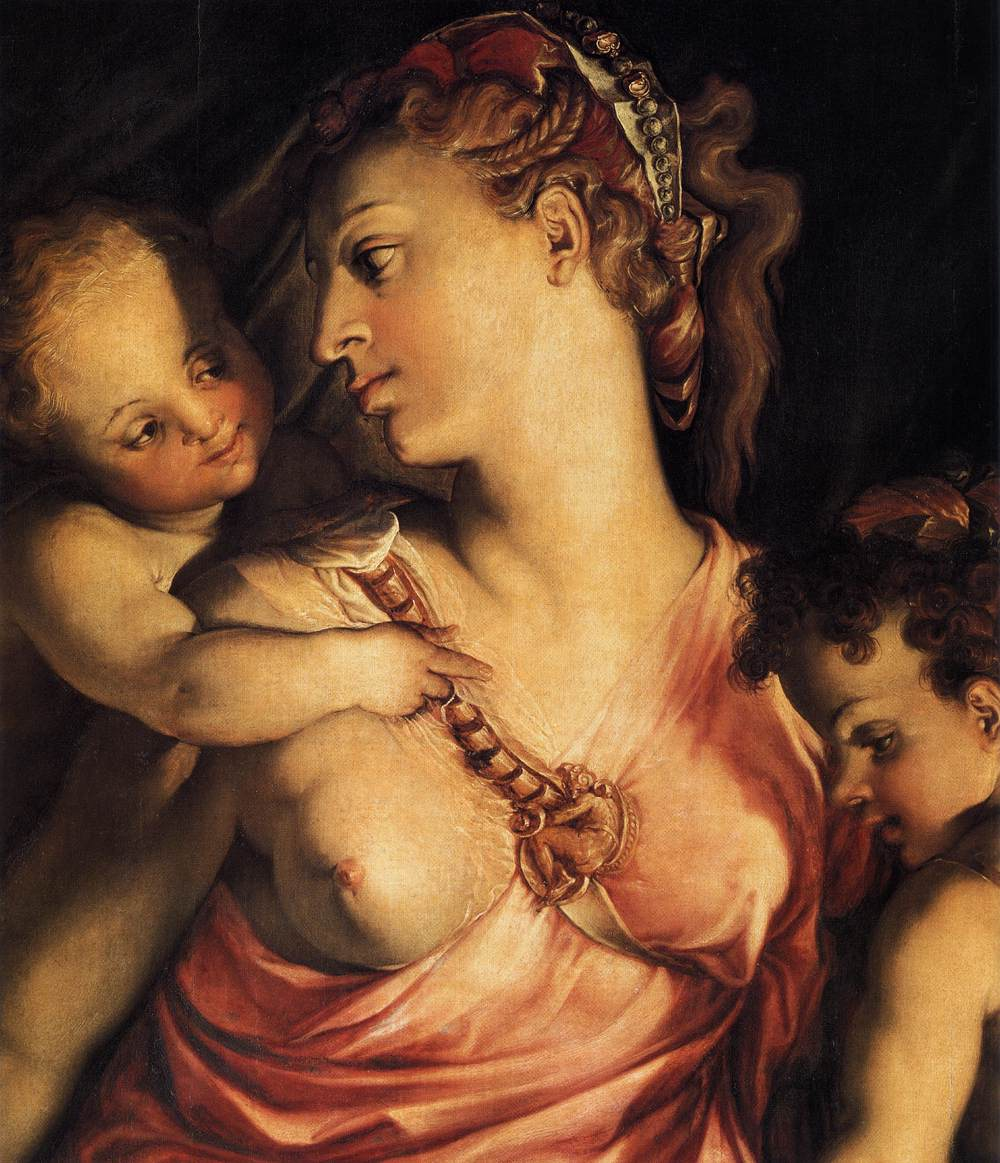
Dettaglio

La Carità è un dipinto a olio su tavola (156x122 cm) di Francesco Salviati, databile al 1543-1545 circa e conservato alla Galleria degli Uffizi di Firenze.

## Storia
Giorgio Vasari ricordò due Carità eseguite dall'artista, una nell'Ufficio della Decima e una per Ridolfo Landi, mercante di pietre preziose; Vincenzo Borghini menzionò invece solo la prima, chiarendo come fosse già stata dipinta per Cristoforo Ranieri e come alla sua morte, nel 1568, fosse passata in mano pubblica.
Non è chiaro se una delle due e quale sia la tavola oggi agli Uffizi, tenendo conto anche che è attribuita all'artista anche un'altra Carità nell'Accademia Reale di Torino. La versione fiorentina, della quale esiste un disegno preparatorio nell'Albertina (n. 24532), entrò in Galleria nel 1778, dalla villa di Poggio Imperiale.

## Descrizione e stile
Come da tradizione, la Carità è qui rappresentata come una donna circondata da fanciulli che essa, simbolicamente, accudisce. L'artista affrontò il tema applicando tutti gli stilemi più tipici del manierismo maturo, tanto da poterla considerare una sorta di sunto di tutto quello che all'epoca era in voga. La donna, seduta al centro e contornata da tre putti, ha una posa serpentinata, derivata dal Tondo Doni di Michelangelo Buonarroti, così come il volto ricorda le Sibille sempre del Buonarroti nella volta della Cappella Sistina. I colori cangianti, la ricerca di effetti e pose insolite nei putti, la dimostrazione di virtuosismo nel putto nello sfondo vicino alla fiammella (altro attributo della Carità), nonché un raffinato e diffuso erotismo sono altre caratteristiche tipiche di tale stile. I tre fanciulli in primo piano sembrano composti per dimostrare la propria dimestichezza con diversi tipi di scorci arditi.
Numerosi gioielli e motivi vari dimostrano l'abilità dell'artista nella disciplina del disegno, all'epoca una delle caratteristiche peculiari della scuola fiorentina.